# Vincent Gerard Nichols
Vincent Gerard Nichols (nascut el 8 de novembre de 1945) és un cardenal de l'Església Catòlica, Arquebisbe de Westminster, president de la Conferència Episcopal Catòlica d'Anglaterra i Gal·les i cap de l'Església catòlica a Anglaterra i Gal·les. Anteriorment havia servit com a Arquebisbe de Birmingham entre el 2000 i el 2009. El 22 de febrer de 2014 el Papa Francesc va admetre Nichols al Sacre Col·legi Cardenalici.

## Biografia
Vincent Gerard Nichols va néixer a Crosby, Lancashire, fill de Henry Joseph i Mary (nascuda Russell) Nichols, ambdós professors. De petit volia ser camioner, però sentí la crida vers el presbiterat d'adolescent.
Estudià al St Mary's College, Crosby, entre 1956 i 1963. D'allà ingressà al Venerable English College, Roma. Va ser ordenat per l'arquebisbat de Liverpool el 21 de desembre de 1969. Va obtenir la llicenciatura en teologia de la Pontifícia Universitat Gregoriana el 1970.
En tornar a Anglaterra, Nichols estudià a la Universitat de Manchester durant un any, cursant un postgrau en teologia el 1971 i especialitzant-se en la teologia de St. John Fisher. Va fer de vicari la parròquia de Santa Maria de Wigan i com a capellà dels instituts St John Rigby i Sant Pere de Wigan.
El 1974 va rebre un màster en educació per la Universitat Loyola de Chicago, i el 1975 va ser destinat a l'església de Santa Ana d'Edge Hill. En total, Vincent Nichols passà 14 anys a l'arxidiòcesi de Liverpool. El 1980 va ser nomenat director de l'institut d'Upholland. A més, va ser membre del consell arquebisbal.
Nichols serví com a Secretari General de la Conferència Episcopal Catòlica d'Anglaterra i Gal·les entre 1984 i 1993. A més. Va ser moderador del Comitè Steering del Consell d'Esglésies per Gran Bretanya i Irlanda entre 1989 i 1996. Va presidir el Servei d'Educació Catòlica des de 1998.

### Carrera episcopal
El 5 de novembre de 1991, Nichols va ser nomenat bisbe auxiliar de Westminster i bisbe titular d'Othona pel Papa Joan Pau II. Rebé la seva consagració episcopal el 24 de gener de 1992 de mans del cardenal Basil Hume, OSB, amb l'arquebisbe Derek Worlock i el bisbe Alan Clark com a co-consagradors a la catedral de Westminster.
Amb només 46 anys, era el bisbe catòlic més jove del Regne Unit. Com a lema episcopal trià Fortis Ut Mors Dilectio, "L'Amor és més fort que la mort"
Com a bisbe auxiliar, Nichols serví com a vicari de Londres Nord. Va ser nomenat membre del comitè de finances del Fons Nacional Catòlic el 1994 i del Comitè de la Conferència episcopal d'Anglaterra i Gal·les pels col·legis romans el 1995, i esdevingué Enllaç episcopal de la Conferència Episcopal per la Conferència Nacional de Secretariats Financers Diocesans el 1996.
El 1998 va ser fet president del Departament de la Conferència Episcopal per l'Educació Catòlica i la Formació, així com President del Servei d'Educació Catòlica. Nichols representà els bisbes europeus al sínode de bisbes de 1998 d'Oceania, i va ser secretari especial del sínode de bisbes per Europa al setembre de 1999. Va presidir l'enterrament del cardenal Hume el juny de 1999.

#### Arquebisbe de Birmingham
Nichols va ser nomenat vuitè arquebisbe de Birmingham el 15 de febrer del 2000. Succeint a Maurice Couve de Murville, va ser instal·lat com a arquebisbe el 29 de març següent. Va rebre el pal·li de Joan Pau II a Roma el 29 de juny del 2000, Festivitat de Sant Pere i Sant Pau, al mateix moment que Cormac Murphy-O'Connor el rebia com a metropolità de Westminster. Abans del seu nomenament com a arquebisbe de Birmingham, Nichols va ser considerat per substituir el cardenal Hume com a arquebisbe de Westminster.
El 2001 Nichols esdevingué president del comitè de direcció de l'oficina catòlica per la protecció dels infants i els adults vulnerables. També és patró del International Young Leaders Network, amb seu a Blackfriars, Oxford. El 2009 va ser nomenat President de la Comissió d'Escoles, Universitats i Catequesi del Consell de Conferències Episcopals europees. És l'encarregat episcopal dels tres seminaris anglesos fora del Regne Unit, el Royal English College de Valladolid, el Beda College i el Venerable English College de Roma. És assistit per l'arquebisbe Arthur Roche, secretari de la Congregació pel Culte Diví i la Disciplina dels Sagraments i per Mark Jabalé, bisbe emèrit de Menevia. Com a mínim visita una vegada cadascun dels seminaris durant l'any acadèmic.
El 2005 va fer de comentarista a la retransmissió de la BBC del funeral del Papa Joan Pau II.
En virtut del seu estatus com a ordinari de la diòcesi de Birmingham, Nichols era president del Cos de Govern de la Universitat Newman. Nichols ha estat avocat de la causa de canonització del cardenal John Henry Newman. Nichols supervisà l'intent de traslladar les seves restes de la tomba a Worcestershire fins a l'Oratori, al centre de Birmingham, el 2008, però quan s'obrí la tomba no hi havia restes humanes recuperables.
Nichols va escriure dos llibres: Promise of Future Glory i Missioners.

#### Arquebisbe de Westminster

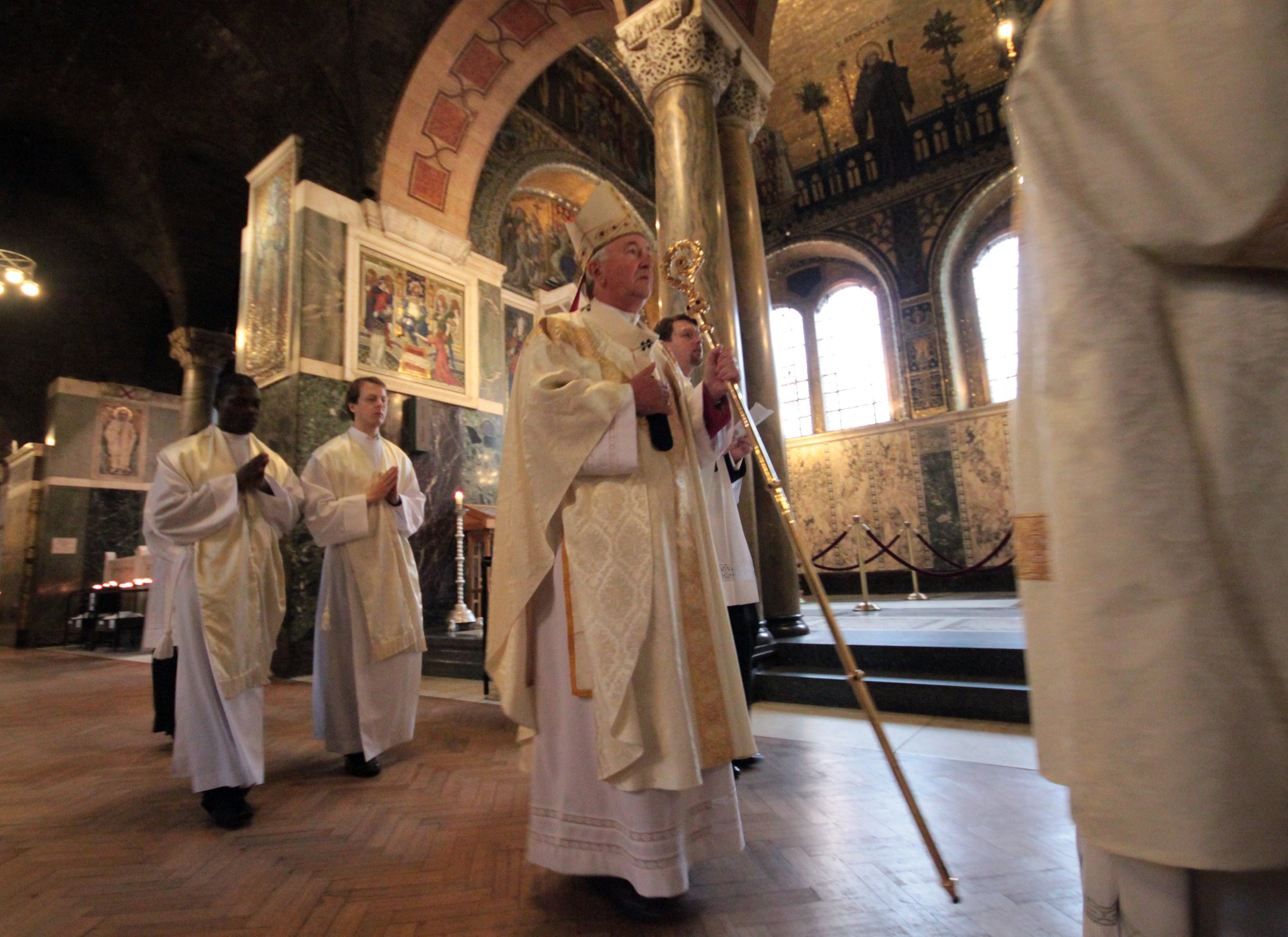
Nichols a la catedral de Westminster

Nichols va ser nomenat onzè arquebisbe de Westminster pel Papa Benet XVI el 3 d'abril de 2009, instal·lant-se solemnement el 21 de maig de 2009. L'arquebisbat, seu Primada de l'Església catòlica a Anglaterra i Gal·les, serveix a 472.600 fidels. Es digué que va ser el mateix Benet XVI qui va escollir Nichols després que la Congregació pels Bisbes no aconseguís arribar a un consens.
Durant el temps previ al seu nomenament, el nom de Nichols havia estat citat repetidament com a possible successor de Murphy-O'Connor, i el seu nom era l'únic que estava a totes les ternes. Un grup de bisbes anglesos, així com un Membre del Parlament havien expressat la seva preocupació per la promoció de Nichols a Westminster al Nunci apostòlic, Faustino Sainz Muñoz, senyalant l'ambició de l'arquebisbe.
En la seva decisió d'acceptar el desafiant rol d'Arquebisbe de Westminster, Nichols va dir que «simplement vaig respirar fondo i vaig dir "sí"» Succeí el cardenal Cormac Murphy-O'Connor, que havia arribat a l'edat de retir dels 75 anys al 2007. El cardenal Murphy-O'Connor va descriure el seu successor com a competent, compassiu i experimentat.
Com s'esperava, Nichols va ser elegit President de la Conferència Episcopal d'Anglaterra i Gal·les per aclamació unànime el 30 d'abril de 2009.
Rebé el seu segon pal·li del Papa Benet XVI a Roma el 29 de juny del 2009, la Festivitat de Sant Pere i Sant Pau.
Va ser nomenat membre de la Congregació pels Bisbes el 16 de desembre de 2013 pel Papa Francesc. El 19 de febrer de 2014 va ser nomenat membre de la Congregació per a les Esglésies Orientals.

#### Elevació al cardenalat
El 12 de gener de 2014 el Papa Francesc anuncià que Nichols seria creat cardenal al consistori que se celebraria el 22 de febrer de 2014. Nichols va ser formalment elevat al Sacre Col·legi Cardenalici el 22 de febrer de 2014, rebent la tradicional birreta vermella i l'anell d'or en una cerimònia celebrada a la basílica de Sant Pere. Va ser creat cardenal prevere de Santissimo Redentore e Sant'Alfonso in via Merulana.

## Opinions
Si bé havia estat considerat com a liberal, hom considera que Nichols s'ha traslladat cap a posicions més conservadores. S'ha suggerit que va ser resultat del consell que va rebre de l'arquebisbe Worlock convertir-se en més "amigable pel Vaticà" si volia progressar en la jerarquia eclesiàstica. Abans de la seva entronització com a Arquebisbe de Westminster, va ser vocal en defensar la reputació de l'Església Catòlica, notablement criticada per la BBC pel que anomenava una programació "esbiexada i hostil", que contribuí a la decisió que la BBC no emetés la sitcom d'animació Popetown.
L'agost de 2010, Nichols expressà el seu suport vers els murmuris sobre l'emergència de l'ensenyament catòlic que apareixia al llenguatge del govern de coalició. En particular, està entusiasmat per les oportunitats ofertes per la crida de David Cameron per a una Gran Societat. Nichols va dir que «ens dona una experiència d'estar conjuntament en un lloc que converteix les coses una mica al seu cap». Va expressar emoció davant el potencial de la Coalició i revelà que ell s'havia desil·lusionat amb l'Administració del Treball. «L'últim govern era massa general. En l'intent de crear un estat que ho proporcionés tot, va acabar perdent el contacte amb la gent que estava tractant de servir.» A l'abril del 2011, però, va mostrar-se crític vers l'efectivitat de la Big Society, dient que «Tot està molt bé per oferir discursos sobre la necessitat d'una major activitat de caràcter voluntari, però cal que hi hagi algunes solucions pràctiques. La Gran Coalició […] no té dents […] i no ha de ser utilitzat com un mantell per emmascarar les retallades centrals.»

### Escàndol d'abusos a infants
Mentre que era arquebisbe de Birmingham va haver de respondre dels casos d'abús sexual que van aparèixer a la diòcesi. Entre els seus primers actes públics com a arquebisbe de Westminster va ser una declaració sobre la qüestió dels escandols d'abusos sexuals a Irlanda després d'un informe del govern sobre el funcionament de les escoles industrials. Segons va dir: «Cada vegada que hi ha un simple incident d'abús a l'Església Catòlica és un escàndol. I estic content que sigui un escàndol.» Malgrat tot, va rebre crítiques àmpliament sobre la qüestió dels preveres que no havien confessat els seus crims, en afirmar «per això cal valentia, i no hem d'oblidar que aquesta falta taparà tot el bé que van poder fer.»

### Relacions interreligioses
Nichols va participar àmpliament en la producció del document CBCEW de 1996 Common Good and Catholic Social Teaching, on els bisbes catòlics criticaven la retòrica de la cobdícia en un moviment interpretat com una aprovació de Nou Laborisme.
El 2004 va intervenir de manera destacada en una discussió sobre l'ofensa religiosa contra la llibertat artística quan va criticar el Birmingham Repertory Theatre per representar l'obra Behzti (Deshonor), representant escenes d'abús sexual i assassinat en un temple sikh. Va sostenir que la comunitat sikh havia actuat d'una manera «raonable i mesurada» en la representació de les seves preocupacions. «Una deliberada, encara que fictícia, violació del lloc sagrat de la religió sikh degrada als llocs sagrats de totes les religions. Les persones de totes les creences, per tant, poden sentir-se ofeses per aquesta funció.»
Al març del 2009 va permetre que a la capella catòlica d'una escola a Birmingham es fes servir per la commemoració del naixement del profeta Mahoma, amb un debat intereligiós a la capella, causant una certa controvèrsia local. Nichols defensà la localització de la celebració, dient mitjançant el seu portaveu que «el diàleg cristianisme/islam ocupa un lloc important a l'agenda de l'Església Catòlica.»
Al novembre del 2009 va oferir flors a l'altar de les deïtats durant una visita al temple hindú de Neasden. Quan l'acció ocasionà comentaris de la premsa, els detalls de l'episodi van ser eliminats de la pàgina web de l'arquebisbat de Westminster.

### Homosexualitat
Nichols mostrà el seu suport vers l'esforç que les agències d'adopció catòliques estiguessin exemptes de les regulacions sobre orientació sexual. La seva posició va ser qualificada arran de les seves declaracions durant una entrevista a la BBC o n deia que no s'oposaria a una adopció per part d'un homosexual que fos solter. La periodista Mary Ann Sieghart comentà a The Times sobre les afirmacions de Nichols sobre el tema, observà que «la posició catòlica ha estat més dura, potser podria haver una oportunitat. Però un cop Nichols, ja arquebisbe de Birmingham va admetre a Newsnight que les seves agències estaven contentes d'enviar nens amb persones homosexuals solteres, però no parelles, el seu argument s'ensorrà. Segurament dos pares són millor que un? Si els homosexuals solters són acceptables, per què no una parella?

### Educació
El 2006, Nichols va denunciar el pla del llavors Secretari d'Educació Alan Johnson per introduir una quota per als alumnes no catòlics en les escoles catòliques com "insultant, divisiva i mal pensada, inviable i contradictòria amb l'evidència empírica". Mobilitzà més de 2.000 directors d'escoles catòliques en la seva campanya i el pla finalment va ser abandonat.
L'agost de 2009, va advertir que en la seva opinió l'ús excessiu dels joves dels llocs web de xarxes socials en línia (com Facebook o MySpace) anima els adolescents a construir "relacions transitòries" que els poden deixar els traumatitzats i fins i tot suïcides quan es col·lapsen: «Estem perdent una mica la capacitat de construir la comunicació interpersonal que és necessària per viure junts i construir una comunitat.»
Al febrer de 2010, el ministre d'Educació britànic Ed Balls va agrair a Nichols per donar suport a un projecte de llei d'educació sexual que requeriria escoles - incloent les escoles catòliques - per explicar les associacions civils i, com Balls senyalà «donar una visió equilibrada sobre l'avortament... donar ambdós punts de vista de la discussió... explicar com accedir a un avortament, el mateix pot dir-se sobre l'anticoncepció també.» Balls caracteritzà la posició de Nichols i les agències de l'Església com una millora respecte a la situació anterior: «Tenir el suport de l'Església i l'arquebisbe catòlic Nichols en aquests canvis és, crec, molt, molt important, és un gran pas endavant.»

### Capellans de presó
A l'octubre de 2010 Nichols va fer una defensa de la capellania catòlica a la presó en un discurs a la presó de Brixton de Londres. Va criticar suggeriments que enmig de les retallades pressupostàries de l'estat només ha de finançar una sola "capellania genèrica" a les presons britàniques. Va dir que: «Hi ha alguns avui que sembla veuren un futur amb algun tipus de "capellania genèrica", donant suport espiritual, independentment de la família de l'església de la persona, com a part d'un paquet d'atenció i rehabilitació per a tots... Això és, per descomptat, valuós, i cap capellà podria o s'hauria d'apartar de qualsevol persona que busqui ajuda. Però, on he apartar-me de la promoció de la mateixa està en la idea que un enfocament genèric pot ser mai veritablement respectuós o suficient»

### Recepció d'antics anglicans
El 20 d'octubre de 2009, el cardenal William Levada i l'arquebisbe Joseph DiNoia van oferir una conferència de premsa on anunciaren que el Papa Benet XVI estava preparant la publicació d'una constitució apostòlica que permetria els anglicans, tant laics com clergues, a unir-se a l'Església Catòlica en grups i mantenir la seva identitat corporativa en un nou Ordinariat Personal per antics Anglicans a l'Església Catòlica.
Es va emetre simultàniament a Londres una declaració conjunta sobre el nou protocol per part de Nichols i del cap de la Comunió Anglicana, l'arquebisbe Rowan Williams de Canterbury. La declaració conjunta afirma que el desenvolupament reflecteix « una coincidència substancial en la fe, doctrina i espiritualitat entre l'Església catòlica i la tradició anglicana» i afirmà un "continu diàleg oficial entre l'Església Catòlica i la comunió anglicana", inclosa la Comissió Anglicana Catòlica Internacional (ARCIC) i la Comissió Internacional Anglicana Catòlica Romana per la Unitat i la Missió (IARCCUM).
Malgrat tot, el canonge Giles Frases, un canonge anglicà de la Catedral de Sant Pau, predicant en un servei ecumènic a la mateixa catedral de Westminster, va suggerir que «hi ha alguns - i de fet en les dues esglésies - que no ho veuen així en absolut. Perquè des del punt de vista anglicà, aquesta nova invitació a nedar el Tíber de vegades pot tenir una sensació una mica depredador, en termes corporatius, una mica com una OPA d'algun joc de poder més ampli de la política de l'església.»

### Petició
El 2011, Nichols i exparlamentari Ann Widdecombe va donar suport a una petició perquè els amos d'un pub de Londres no canviessin el seu nom. "El Cardenal", proper a la catedral de Westminster, havia de passar a anomenar-se "El Castell de Windsor", quan es va tornar a obrir després de la seva remodelació. Més de 150 persones van signar la petició organitzada pel diari Catholic News Independent. El pub havia estat nomenat en honor d'un ex cardenal arquebisbe de Westminster, Henry Edward Manning. Nichols va dir que encara que el pub es deia originalment "El castell de Windsor", el nom "El Cardenal" té una millor connexió històrica a la zona i que "la raó per la qual va canviar va ser a causa del gran impacte que el cardenal Manning va tenir en la vida de Londres." Malgrat la petició, el pub passà a anomenar-se "El castell de Windsor".

### Pobresa
Vincent Nichols va instar els acadèmics, organitzacions de beneficència, polítics, teòlegs i laics catòlics a treballar vers "l'Església dels pobres" per la que advoca el Papa Francesc. Nichols creu la societat té un imperatiu moral 
| « | (...) per assistir primer a aquells que són més vulnerables, i en l'actualitat, que inclou un nombre creixent de nens. (...) Hi ha un nombre creixent d'alumnes que passen gana a les aules de tot el [Regne Unit] país i molts relats dels pares que mengen menys per tal de mantenir els seus fills. (...) Una xarxa de seguretat social que no protegeix elements essencials com aliments i refugi per a aquells que no poden treballar, no és digne de ser considerat com una xarxa de seguretat en absolut. | » |

Nichols ha posat èmfasi en la necessitat d'un salari just, indicant el sector privat, el sector social, l'Estat i tots els que tenen les persones que en depenen per al seu manteniment són desafiades per aquest.
Nichols va argumentar en 2014 que els canvis del govern a la seguretat social havien "destrossat" la "xarxa de seguretat bàsica" per a les famílies molt pobres i van anomenar-ho una "desgràcia". Va afirmar que les persones estan en risc de la "indigència" i que l'administració de la seguretat social s'ha tornat cada vegada més "punitiva", obligant a la gent a confiar en els bancs d'aliments i deixant-los sense res si els formularis s'omplen de forma incorrecta.
| « | 'Per tant, si els sol·licitants no ho fan bé després han d'esperar i han d'esperar durant 10 dies, durant dues setmanes - sense res, sense res. I per això el paper dels bancs d'aliments s'ha tornat tan important per a tantes persones al Regne Unit avui en dia. I per a un país de la nostra riquesa això francament és una vergonya. | » |

És patró de The Passage, un centre de dia per gent sense llar fundat per les Filles de la Caritat prop de la Catedral de Westminster.

## Escut d'armes

Escut del cardenal Nichols

El seu escut d'armes inclou una banda en blau sobre un camp en plata que representa el riu Mersey, petxines per representar el Venerable English College de Roma, la rosa vermella de Lancashire i àncores representant Liverpool.
Ara, com a arquebisbe de Westminster, a la part esquerra de l'escut hi ha l'escut de l'arquebisbat de Westminster, el pal·li metropolità sobre camp vermell.
Com a timbre, apareix el galero vermell amb les 30 cordes i borles de cardenal.
Com a lema apareix el verset del Càntic dels Càntics «Fortis Ut Mors Dilectio», "L'Amor és més fort que la mort"